# Panenská blána
Panenská blána nebo též hymen je slizniční řasa, která zcela nebo částečně překrývá poševní otvor žen. Slovo hymen pochází z řeckého slova, znamenajícího membránu nebo blánu. Její natržení se nazývá deflorace. Ta je obvykle velice bolestivá, neboť panenská blána je hustě zásobena nervovými zakončeními a její tloušťka je v průměru kolem 2 mm.

## Vývoj, sexuální aktivita a kulturní význam
Během časných stádií vývoje plodu žádný otvor do pochvy ani neexistuje. Tenká vrstva tkáně, která pochvu ukrývá, se obvykle před narozením částečně rozdělí a vytvoří panenskou blánu s jedním nebo několika otvory, které umožňují menstruaci. V pubertě se vlivem zvýšení hormonu estrogenu panenská blána ztenčuje a stává se velmi pružnou. Díky tomu je obvykle možné používat tampony, aniž by došlo k jejímu narušení. 
Biologický účel panenské blány je nejasný, pravděpodobně jde o vývojový rudiment, alespoň částečné zamezující vniknutí infekce do těla skrze pohlavní orgány.
Přítomnost hymenu bývá společnostech, kde se cení panenství, pokládána za jeho důkaz. Nicméně hymen nemusí být vždy důkazem panenství, protože může být natržen při masturbaci, sportu, nebo úrazu, aniž by žena měla pohlavní styk. Na druhou stranu je zcela výjimečně možné i to, že žena s neporušeným hymenem už pohlavní styk zažila.

## Typy panenských blan
Velikost a tvar otvorů pak je u každé ženy jiný. Některé běžné druhy pak jsou:
- Kruhová – blána tvoří prstenec okolo poševního otvoru.
- Přepažená – blána tvoří jeden nebo více pásů napříč poševním otvorem.
- Dírkovaná – blána překrývá celý poševní otvor, ale obsahuje několik dírek.
- Po porodu – blána po porodu zcela chybí, zbyly z ní pouze masité zbytky po obvodu poševního otvoru.

## Hymenotomie
Některé ženy se narodí zcela bez panenské blány, jiným panenská blána zcela uzavírá poševní otvor, takže je nutno ji jednoduchým řezem chirurgicky narušit. Základní požadavek je, aby umožňovala odtok menstruační krve. Ale nejen to, panenská blána pak může být i docela silná, takže ženy mohou požádat gynekologa, aby ji pod lokálním znecitlivěním nastřihl a tím zabránil nesnesitelné bolesti během prvního pohlavního styku. Tomuto zákroku se říká „hymenotomie“. Ženy však také mohou požadovat chirurgickou opravu panenské blány, aby mohly předstírat panenství. I z tohoto důvodu nemůže být přítomnost nebo nepřítomnost důkazem zachovaného nebo ztraceného panenství.

## Hymenoplastika
Hymenoplastika je operace, která obnovuje hymen.